# Petar Metličić
Petar Metličić, hrvaški rokometaš, * 25. december 1976, Split.
Leta 2004 je na poletnih olimpijskih igrah v Atlanti v sestavi hrvaške reprezentance osvojil zlato olimpijsko medaljo.